# Благодатне (Подільський район)
Благода́тне — село Ананьївської міської громади Подільського району Одеської області, Україна. Населення становить 31 осіб.

## Історія
Вперше згадується 1815 року як парафіяльне село Миколаївської церкви Ананьєва.
7 (20) листопада 1917 року, відповідно до Третього Універсалу Української Центральної Ради, увійшло до складу Української Народної Республіки.
12 червня 2020 року, відповідно до Розпорядження Кабінету Міністрів України від № 724-р «Про визначення адміністративних центрів та затвердження територій територіальних громад Одеської області», увійшло до складу Ананьївської міської територіальної громади.
19 липня 2020 року, в результаті адміністративно-територіальної реформи і ліквідації Ананьївського району, село увійшло до складу новоутвореного Подільського району.

## Населення
Згідно з переписом 1989 року населення села, яке тоді входило до складу Коханівської сільської ради, становило 71 особа, з яких 34 чоловіки та 37 жінок.
За переписом населення 2001 року в селі мешкала 31 особа. 100 % населення вказало своєю рідною мовою українську мову.